# M'Zizel
M'Zizel (en àrab امزيزل, Imzīzl; en amazic ⵎⵥⵉⵥⵉⵍ) és una comuna rural de la província de Midelt, a la regió de Drâa-Tafilalet, al Marroc. Segons el cens de 2014 tenia una població total de 7.388 persones.